# Damián López de Haro
Damián López de Haro (Toledo, 27 de septiembre de 1581-Isla de Margarita, 24 de agosto de 1648), de nombre completo Juan Damián López de Haro y Villarda, fue un religioso católico español, fraile trinitario calzado, y obispo de San Juan de Puerto Rico.

## Biografía
Juan Damián López de Haro y Villarda nació el 27 de septiembre de 1581 en Toledo. Luego de haber terminado sus estudios ingresó en el convento de los trinitarios de su ciudad natal. Realizó sus estudios de filosofía en Madrid, donde tuvo como profesor a Simón de Rojas. Estudió la teología en la Universidad de Salamanca. Al terminar sus estudios se dedicó a la enseñanza y a la predicación. Fue nombrado obispo de Puerto Rico el 9 de febrero de 1643, por el rey Felipe IV. Confirmado el 13 de junio por el papa Urbano VIII. Consagrado obispo de manos de García Gil Manrique, obispo de Barcelona el 14 de febrero de 1644, y entronizado a su llegada a Puerto Rico el 13 de julio de 1644. A su llegada, López de Haro comenzó a expresar su disgusto general con las condiciones de la colonia de Puerto Rico en ese momento y convocó el primer sínodo diocesano.
En sus últimos años como obispo, López de Haro comenzó a visitar regiones anexas de la diócesis en lo que hoy es Venezuela. Encontró que las iglesias en esos territorios eran extremadamente pobres. Luchó con los gobernantes para mejorar las condiciones de los indios, los pobres y la Iglesia. En una de sus visitas Damián murió en la isla de Margarita el 20 de septiembre de 1648 a causa de la plaga.

## Obras
Durante su mandato, López de Haro escribió extensamente manteniendo correspondencia con numerosos dignatarios. De los más notables se encuentran el rey Felipe IV y Juan Diez de la Calle, secretario de Nueva España del Consejo de Indias (en Madrid). En sus cartas al rey Felipe había descripciones del estado de la diócesis en la isla de Puerto Rico, la ciudad de San Juan Bautista y sus dependencias. En sus cartas a Juan Díez de la Calle, se ve a López de Haro expresando su insatisfacción con las condiciones coloniales de Puerto Rico y su disgusto por la hipocresía caballeresca de los colonos blancos. López de Haro también ha escrito algunas de las primeras grabaciones de cuentos populares taínos y sus escritos son la única descripción histórica conocida de Puerto Rico a mediados del siglo XVII.
Además de las cartas, se cuentan entre sus obras un Tratado sobre la Asunción de María y algunos sermones. De estos sobresalen los predicados con ocasión de las fiestas de la canonización de san Ignacio de Loyola y de san Francisco Javier.